# Lysimachia maritima
Lysimachia maritima es una especie de planta de la familia Primulaceae.

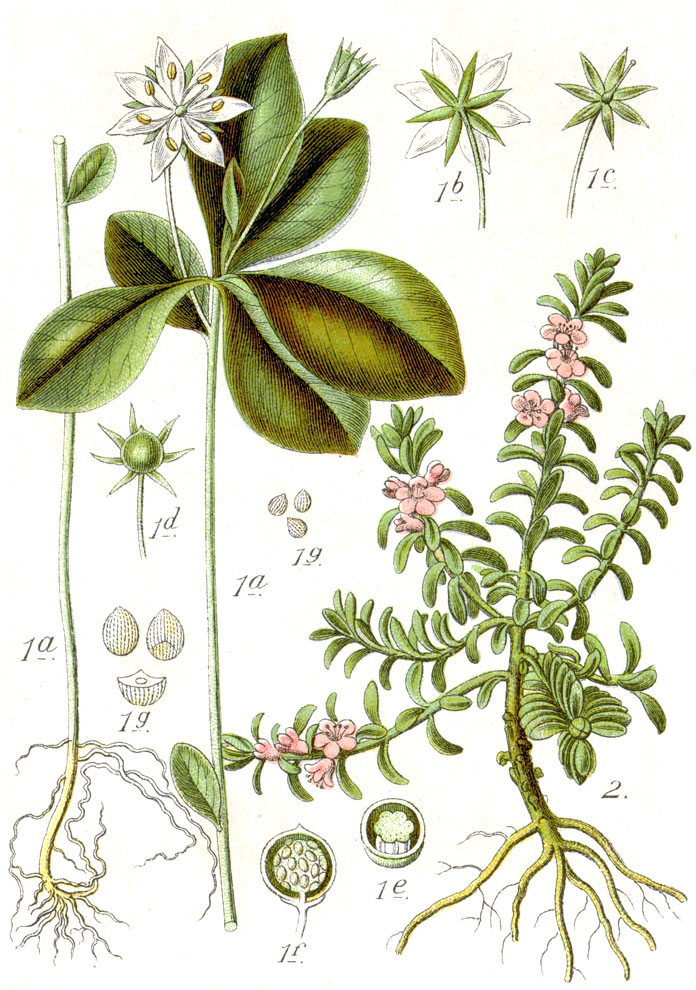
Ilustración

## Descripción
Carnosa, perenne, de tallos erectos o extendidos, arraiga en los nudos, 5-30 cm. Hojas en rizomas ampliamente triangulares, escariosos; hojas caulinares elípticas a obovadas enteras, en 4 hileras, sentadas. Flores blancas a moradas o rosa, 3-6 mm de diámetro, sentadas, axilares. Pétalos ausentes; lóbulos del cáliz petaliformes, romos con margen amplio y traslúcido. Florece en primavera y verano.

## Distribución y hábitat
Gran parte de Europa, excepto Suiza, Albania, Grecia, Turquía, Bulgaria y la antigua Yugoslavia.

## Taxonomía
Lysimachia maritima fue descrita por (L.) Gabriele Galasso, Banfi & Soldano y publicado en Atti della Società Italiana di Scienze Naturali e del Museo Civico di Storia Naturale di Milano 146(2): 229. 2005.
Sinonimia
- Glaucoides maritima (L.) Lunell
- Glaucoides maritima var. obtusifolia (Fernald) Lunell
- Glaux acutifolia A.Heller
- Glaux generalis E.H.L.Krause
- Glaux maritima L.
- Glaux spicata Phil. ex R.Knuth
- Vroedea maritima Bubani[3]